# Boechera angustifolia
Boechera angustifolia là một loài thực vật có hoa trong họ Cải. Loài này được (Nutt.) Dorn mô tả khoa học đầu tiên năm 2001.